# Benguet

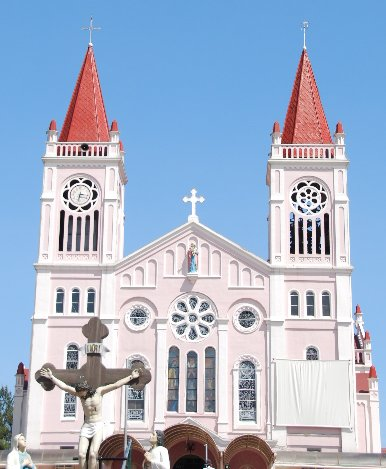
Catedral de Baguio.

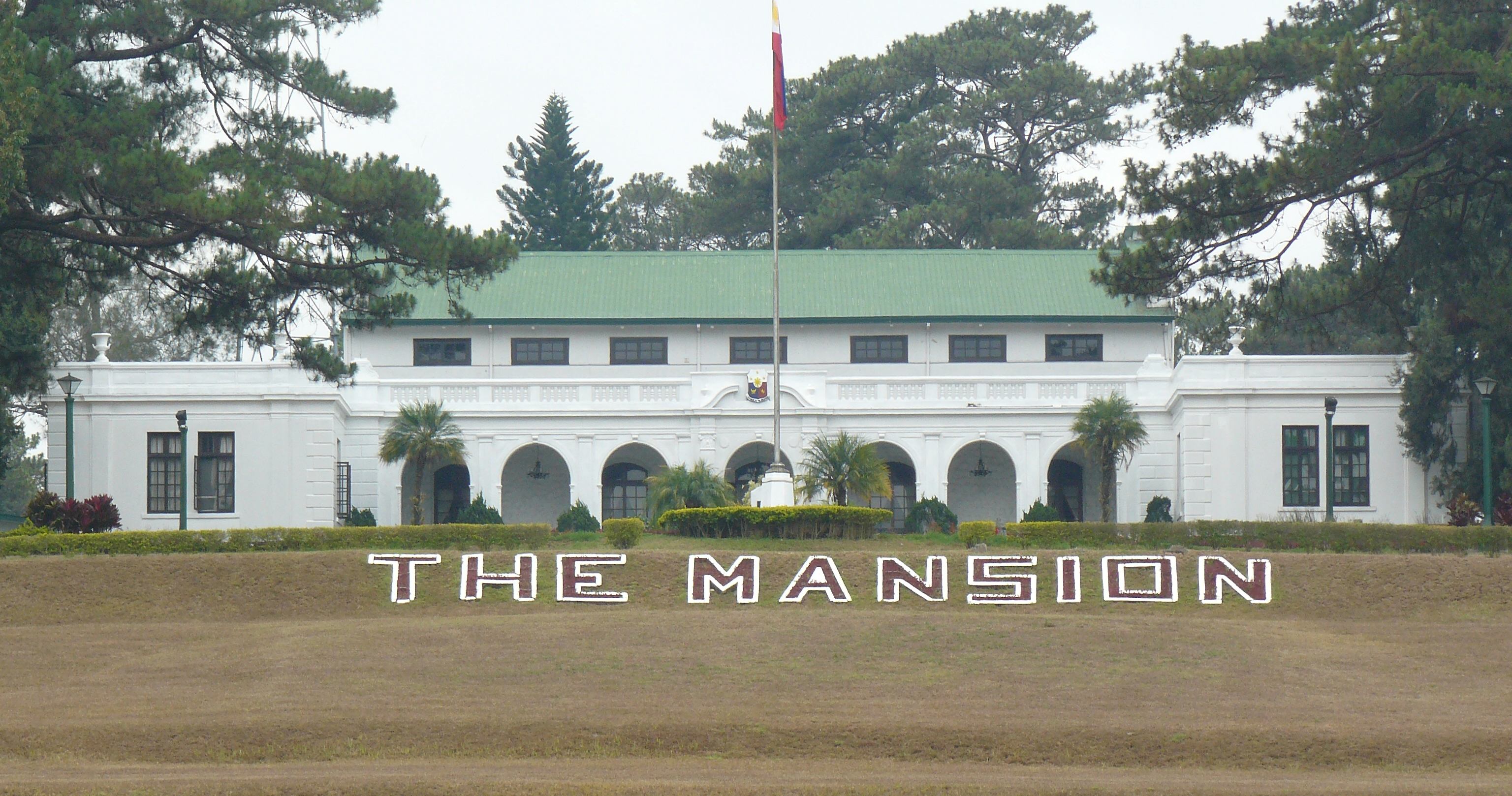
Palacio presidencial de Baguio.

Benguet es una provincia en la región de La Cordillera en Filipinas. Su capital es La Trinidad.

## Economía
La agricultura, la minería y el turismo son las industrias principales de la provincia. Debido a su clima y altitud, la provincia es ideal para producir vegetales y frutas. Los cultivos principales son patatas, guisantes, fresas, lechugas, repollos y zanahorias. Por el hecho de que estos vegetales se usan en las ensaladas, se la llama la Ensaladera de las Filipinas (Salad Bowl of the Philippines).

## Geografía humana
La provincia que hoy se conoce como Benguet fue habitada por los Ibalois, más tarde llegaron los Kankana-eys de origen malayo, y posteriormente los españoles, que al desarrollan el comercio entre estas personas y los grupos de las tierras bajas, como los Ilocanos y los Pangasinenses.
Los Kankana-eys viven al oeste de la provincia de la Montaña, en la zona meridional de Ilocos Sur, y en el norte de Benguet. Como las demás tribus, han sido cazadores de cabeza. Más tarde han desarrollado un gran sentido agrícola construyendo terrazas para cultivar arroz y otros productos básicos.

## Divisiones administrativas
Políticamente se divide en 13 municipios y una ciudad. Cuenta con 269 barangays.
Consta de dos distritos del congreso.
| Ciudad/Municipalidad | N.º de Barangays | Población (2010) | Área (km²) | Código    |
| -------------------- | ---------------- | ---------------- | ---------- | --------- |
| Atok                 | 8                | 19.242           | 214.99     | 141101000 |
| Ciudad de Baguio     | 129              | 318.676          | 57.51      | 141102000 |
| Bakun                | 7                | 13.587           | 286.91     | 141103000 |
| Bokod                | 10               | 12.648           | 274.96     | 141104000 |
| Buguias              | 14               | 39.271           | 175.88     | 141105000 |
| Itogon               | 9                | 55.960           | 449.73     | 141106000 |
| Kabayan              | 13               | 13.588           | 242.69     | 141107000 |
| Kapangan             | 15               | 20.084           | 164.39     | 141108000 |
| Kibungan             | 7                | 16.850           | 254.86     | 141109000 |
| La Trinidad          | 16               | 107.118          | 70.04      | 141110000 |
| Mankayan             | 12               | 35.586           | 130.48     | 141111000 |
| Sablan               | 5                | 10.511           | 105.63     | 141112000 |
| Tuba                 | 13               | 42.874           | 295.97     | 141113000 |
| Tublay               | 8                | 16.555           | 102.55     | 141114000 |

## Historia
Los españoles conocedores de la posibilidad de explotar ricas minas de oro situadas en las montañas, intentaron colonizar las tierras altas, sin conseguirlo. Así, en 1572, Juan de Salcedo encabezó una pequeña expedición a la parte sur de Benguet. La primera gran expedición a las montañas se produjo en 1620, cuando los exploradores españoles descubren el Valle de La Trinidad y las minas de oro de Igorot. La colonización efectiva no se produce hasta principios del siglo XIX, cuando el coronel Guillermo Galvey consigue reducir este valle, que recibe el nombre de su esposa.
A principios del siglo XIX, tras conocerse el informe de la expedición del explorador español Guillermo de Galvey, el gobierno español organizó desde un punto de vista político-militar la región de La Montaña dividiéndola en seis comandancias, a saber:
- Benguet en 1846,[2]
- Comandancia de Lepanto en 1852,
- Bontoc en 1859,
- Amburayan en 1889,
- Kayapa y Cabugaoan en 1891.

La Comandancia de Benguet se dividió en 41 rancherías, siendo su capital  La Trinidad, así nombrada en honor de la esposa de Galvey. Su primer jefe político o Kapitan fue Pulito de Kafagway.

### Ocupación norteamericana
Según las leyes de Norteamérica, se estableció el gobierno civil local el 22 de noviembre de 1900. El primer gobernador fue el periodista canadiense Whitmarsh.
La provincia de Benguet agrupaba los siguientes municipios:
| - Baguio, - La Trinidad, - Galiano, - Itogon, - Tublay, | - Atok, - Kapangan, - Balakbak, - Palina, - Ampusongan, | - Loo, - Kabayan , - Buguias, - Adaoay, - Bokod, | - Daclan, - Sablan, - Kibungan, - Ambuklao. |

La provincia de La Montaña fue establecida el 18 de agosto de 1908.  Benguet, junto con Amburayan, Apayao, Bontoc, Ifugao, Kalinga y Lepanto, forman parte de esta nueva provincia. En 1909 Benguet pasa a ser un barrio de la ciudad de Baguio. En 1920, Benguet incorpora los territorios de Amburayan y Lepanto.
En la década de 1930, las empresas mineras comenzaron a explotar los yacimientos de oro, lo que supuso un aumento de la población en las tierras bajas Benguet, cerca de Itogon.

### Independencia
El 18 de junio de 1966, la provincia de La Montaña fue dividida en cuatro provincias de la región de Ilocos: Benguet,  La Montaña,  Kalinga - Apayao de  Ifugao.
El 15 de julio de 1987, se estableció la Región Administrativa de la Cordillera, pasando la provincia de Benguet a formar parte de la misma.

### Época de subprovincia (1909-1966)

Mancomunidad de Filipinas.

La subprovincia se puede dividir en tres áreas geográficas: el valle del río Bued que se eleva desde la meseta de Bagnio; el valle del río Agno que ocupa el norte y partes del noreste; y el distrito de Kapangan, que abarca las cabeceras de los ríos Amburayan y Bauang.
Estas comarcas están separados entre sí por cadenas montañosas, siendo la de mayor altitud la que separa el valle de Agno del distrito de Kapangan, la segunda más alta de las de la cordillera Central. Al el este de la frontera de Benguet se encuentran los picos más altos de Luzón.
Hay varios lagos, la mayoría de ellos de pequeño tamaño, situados en la parte superior de
montañas. El lago Trinidad es el más grande con un perímetro de unos 4 kilómetros. El lago de Baguio resulta de la combinación de varias láminas de agua.
En Benguet se encuentra varias minas de oro, ya explotadas por los igorrotes antes de la llegada de los españoles.
Aguas termales se encuentran en Klondikes, Daklan y Bunguias yarbón en Kapangan.
Los habitantes de esta subprovincia son los igorrotes, gente pacífica y laboriosa. Ocupan toda la subprovincia, excepto los municipios de La Trinidad y Baguio. Algunos de ellos han sido cristianizados y han aprendido las industrias de los Ilocanos. Esta subprovincia cuenta con una extensión superficial de 2,593 km², está habitada por 32.965 personas, de las cuales 9.588 eran cristianas. Habitan en 14 municipios y 95 barrios.
Atok, Bagulin, Disdis, Bokod, Buguias, Itogon, Kabayan, Kapangan, Kibungan, Pugo, Tuba, Tublay, ... Su capital es La Trinidad, con 503 habitantes. La ciudad de Baguio pese a estar situada en el centro no formaba parte de esta subn-provincia.
En la actualidad Disdis, Pugo y Bagulin forman parte de la La Unión.

## Idiomas
El ilocano es el idioma principal de la provincia.